# CHST13
Ugljeni hidrat (hondroitin) sulfotransferaza 13 (eng. Carbohydrate (chondroitin 4) sulfotransferase 13) je enzim koji je kod ljudi kodiran istoimenim genom CHST13, nalazi se na kratkom kraku hromozoma 3. Dužina polipeptidnog lanca je 341 aminokiselina, a molekulska težina 38 920..

## Funkcija
Protein koji je kodiran ovim genom je član familije sulfotransferaza 2. Ovaj protein je lokalizovan na membrani Goldžijevog aparata, gde katalizuje transfer sulfatne grupe na C4 hidroksil beta-1,4-vezanog N-Acetilgalaktozamina (GalNAc), koji je okružen ostatkom glukuronske kiseline u strukturi hondroitina. Hondroitin sulfat je dominantni proteoglikan prisutan u hrskavici i distribuiran je na površinama mnogih ćelija i vanćelijskih matriksa.

## Literatura
- Kang H.-G., Evers M.R., Xia G., Baenziger J.U., Schachner M. (2002). „Molecular cloning and characterization of chondroitin-4-O-sulfotransferase-3. A novel member of the HNK-1 family of sulfotransferases.”. J. Biol. Chem. 277: 34766 — 34772. PMID 12080076. doi:10.1074/jbc.M204907200.
- „The status, quality, and expansion of the NIH full-length cDNA project: the Mammalian Gene Collection (MGC).”. Genome Res. 14: 2121 — 2127. 2004. PMID 15489334. doi:10.1101/gr.2596504.
- Hiraoka N, Nakagawa H, Ong E, Akama TO, Fukuda MN, Fukuda M (јун 2000). „Molecular cloning and expression of two distinct human chondroitin 4-O-sulfotransferases that belong to the HNK-1 sulfotransferase gene family”. The Journal of Biological Chemistry. 275 (26): 20188—96. PMID 10781601. doi:10.1074/jbc.M002443200 .
- Valente B, Campos PA, do Rosário VE, Silveira H (октобар 2010). „Natural frequency of polymorphisms linked to the chondroitin 4-sulfotransferase genes and its association with placental malaria”. Transactions of the Royal Society of Tropical Medicine and Hygiene. 104 (10): 687—9. PMID 20580388. doi:10.1016/j.trstmh.2010.05.005.